# Bahnstrecke Dinkelscherben–Thannhausen
| |                                  |                      |               |
| Streckennummer (DB): | 5341                             |                      |               |
| Kursbuchstrecke (DB): | 410e (zeitweise auch 410c, 410d) |                      |               |
| Streckenlänge: | 13,857 km                        |                      |               |
| Spurweite: | 1435 mm (Normalspur)             |                      |               |
| Maximale Neigung: | 29,7 ‰                           |                      |               |
| Minimaler Radius: | 190 m                            |                      |               |
| |                                  |                      |               |
| \| \| \| von Ulm \| \| \| \| 0,000 \| Dinkelscherben \| 462 m ü. NHN \| \| \| \| nach Augsburg \| \| \| \| 2,676 \| Oberschöneberg \| 481 m ü. NHN \| \| \| 5,653 \| Uttenhofen (Hst) \| 475 m ü. NHN \| \| \| 7,805 \| Ziemetshausen \| 479 m ü. NHN \| \| \| 11,000 \| Scheitelpunkt \| 554 m ü. NHN \| \| \| 13,857 \| Thannhausen (Schwab) \| 496 m ü. NHN \| \| \| \| \| \| \| Quellen: [1][2][3][4] \| \| \| \| |                                  |                      |               |
| Strecke |                                  | von Ulm              | von Ulm       |
| Bahnhof | 0,000                            | Dinkelscherben       | 462 m ü. NHN  |
| Abzweig ehemals geradeaus und nach links |                                  | nach Augsburg        | nach Augsburg |
| Bahnhof (Strecke außer Betrieb) | 2,676                            | Oberschöneberg       | 481 m ü. NHN  |
| Haltepunkt / Haltestelle (Strecke außer Betrieb) | 5,653                            | Uttenhofen (Hst)     | 475 m ü. NHN  |
| Bahnhof (Strecke außer Betrieb) | 7,805                            | Ziemetshausen        | 479 m ü. NHN  |
| Kulminations-/Scheitelpunkt (Strecke außer Betrieb) | 11,000                           | Scheitelpunkt        | 554 m ü. NHN  |
| Kopfbahnhof Streckenende (Strecke außer Betrieb) | 13,857                           | Thannhausen (Schwab) | 496 m ü. NHN  |
| |                                  |                      |               |
| Quellen: |                                  |                      |               |

Die Bahnstrecke Dinkelscherben–Thannhausen war eine 1894 errichtete 13,9 km lange Nebenbahn im bayerischen Bezirk Schwaben. Die stets durch die jeweilige Staatsbahn betriebene Strecke wurde bis 1966 im Personen- und bis 1999 im Güterverkehr genutzt, ehe sie zum 15. Dezember 2001 stillgelegt wurde.

## Geschichte
Ab Mitte der 1880er Jahre bemühten sich die Gemeinden Thannhausen und Ziemetshausen verstärkt um einen Anschluss an das Eisenbahnnetz. So wurde – ohne Erfolg – vorgeschlagen, die projektierte Bahnstrecke in die Kreisstadt Krumbach nicht in Günzburg, sondern in Dinkelscherben von der bestehenden Verbindung Ulm–Augsburg abzweigen zu lassen und somit über Thannhausen zu führen. Erst die Ankündigung des Hauses Oettingen-Wallerstein, sich an den Baukosten zu beteiligen, sowie die Zusage der Familie Stadion, für den Bahnbau vorgesehene Grundstücke im Umfang von zwölf Tagwerk kostenlos abzutreten, gaben den Ausschlag, eine Lokalbahn Dinkelscherben–Thannhausen in ein am 26. Mai 1892 erlassenes und fünf Tage später veröffentlichtes Gesetz, die Herstellung von Bahnen lokaler Bedeutung betr., des Königreichs Bayern aufzunehmen.
Die Königlich Bayerischen Staats-Eisenbahnen (K.Bay.Sts.B) begannen daraufhin Anfang 1894 mit dem Bau der Bahnstrecke. Die Eröffnungsfeier fand am 15. Dezember 1894 statt, der planmäßige Betrieb wurde am folgenden Montag, dem 17. Dezember 1894, aufgenommen.
Eine Verlängerung der Strecke über Thannhausen hinaus bis Kirchheim, dem Endpunkt einer Stichbahn von Pfaffenhausen an der Mittelschwabenbahn, wurde vor allem in den Jahren nach dem Ersten Weltkrieg öffentlich diskutiert und in einer Denkschrift über den Ausbau des bayerischen Bahnnetzes erwähnt, die am 30. Januar 1920 dem bayerischen Landtag vorgelegt und am 27. März 1920 nochmals angepasst wurde. Spätestens mit der Inflation von 1923 wurden diese Planungen jedoch verworfen.
Noch 1963 wurde im Rahmen der Flurbereinigung die Streckenführung bei Oberschöneberg verändert und um 200 m verkürzt.
Nach der Einstellung des Güterverkehrs beantragte der Infrastrukturbetreiber DB Netz schließlich die Stilllegung der Strecke, die am 19. November 2001 durch das Eisenbahn-Bundesamt genehmigt und zum 14. Dezember 2001 vollzogen wurde. Die Gleisanlagen wurden daraufhin Anfang 2007 mit Ausnahme eines wenige hundert Meter langen, noch sporadisch als Abstellgleis genutzten Teilstücks am Bahnhof Dinkelscherben abgebaut. Mittlerweile ist dieses Reststück an Gleis jedoch nicht mehr angeschlossen, da die Weiche ausgebaut wurde.

## Streckenbeschreibung
Die Bahnstrecke führte vom Bahnhof Dinkelscherben an der Hauptbahn Augsburg–Ulm über Oberschöneberg und Uttenhofen, wo Haltestellen errichtet wurden, nach Ziemetshausen und – mit einer maximalen Steigung von 1:33 – weiter nach Thannhausen (Schwaben).

## Fahrzeugeinsatz
Ab den 1920er Jahren bis Mitte der 1950er Jahre kamen Dampflokomotiven der Baureihe 98.8 zum Einsatz, bevor die Deutsche Bundesbahn anschließend im Personenverkehr Triebwagen der Baureihe VT 70.9 des Bahnbetriebswerks Augsburg einsetzte. Den Güterverkehr bestritten kurze Zeit Dampflokomotiven der Baureihe 64, bevor 1959 die Dampflokzeit auf der Strecke nach Thannhausen zu Ende ging. Seitdem dominierten die Diesellokomotiven der Baureihe V 60 (Baureihe 260) den Personen- wie den Güterverkehr. Eine interessante Kombination war die zeitweilig als Personenwagen eingesetzte ursprünglich als Steuerwagen gebaute Baureihe VS 145 mit V60 als Bespannung. Ab der Einstellung des Personenverkehrs wurden Diesellokomotiven der Baureihe 333 (Köf III), seit den 1980er Jahren dann der Baureihen 212 und 290 für die Bespannung der Güterzüge eingesetzt.

## Verkehr

### Personenverkehr
Der erste Fahrplan der Strecke sah täglich vier Personenzüge je Richtung vor. 1908 wurde der Plan auf fünf Zugpaare ausgeweitet, nachdem auf der Strecke unter 14 Nebenbahnen in Schwaben die fünftbesten Beförderungszahlen im Personenverkehr erzielt wurden. Drei bis fünf tägliche Verbindungen, ab den 1950er Jahren sechs Zugpaare, waren über die gesamte Betriebszeit das übliche Angebot.
Ab 1928 erwuchs dem Personenverkehr jedoch Konkurrenz in Form einer Busverbindung (Krumbach–)Thannhausen–Dinkelscherben. Die Busse konnten die Relation schneller als die Züge zurücklegen, deren Fahrzeit über 13,9 km bis Mitte des 20. Jahrhunderts 40 bis 55 Minuten, ab den 1950er Jahren 28 bis 40 Minuten betrug. Als in den 1950er Jahren eine direkte Buslinie (Krumbach–)Thannhausen–Augsburg eingerichtet wurde, die den Reisenden den Umstieg in und den Umweg über Dinkelscherben ersparte, und der motorisierte Individualverkehr zunahm, sanken die Fahrgastzahlen der Nebenbahn weiter. Am 24. September 1966 wurde der Schienenpersonenverkehr schließlich eingestellt.

### Güterverkehr
Im Güterverkehr diente die Strecke vor allem dem Transport landwirtschaftlicher Erzeugnisse. 1976 wurde der Stückgutverkehr eingestellt. Bedeutende Frachtkunden waren ein Futtermittelhersteller in Thannhausen, das Zweigwerk der Kässbohrer Fahrzeugwerke in Burtenbach, das dort produzierte Lkw-Anhänger in Thannhausen auf die Bahn verlud, ein Hersteller von Kunststoffteilen in Ziemetshausen sowie das Unternehmen Gerstlauer Elektro GmbH in Münsterhausen, das Fahrgeschäfte über den Bahnhof Thannhausen verschickte. Mitte der 1990er-Jahre war das – noch wenige Jahre zuvor durchaus beachtliche – Güteraufkommen jedoch stark gesunken und beschränkte sich zuletzt weitgehend auf Getreidetransporte. In den 1980er Jahren erfolgte eine umfangreiche Sanierung der Gleisanlagen.
Am 31. Januar 2000 erfolgte die Einstellung des Güterverkehrs.